# Iris Mouzer
Iris Mouzer (* 24. Juli 1937) ist eine ehemalige britische Kugelstoßerin.
1958 wurde sie für England startend bei den British Empire and Commonwealth Games in Cardiff Sechste.
Ihre persönliche Bestleistung von 13,10 m stellte sie 1960 auf.